# Laura Jurd

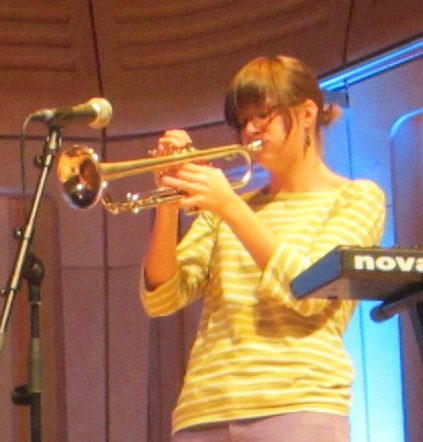
Laura Jurd (2016)

Laura Jurd (* 1990) ist eine britische Jazzmusikerin (Trompete, Synthesizer, Komposition).

## Leben und Wirken
Jurd wuchs in Medstad in Hampshire auf. Bereits als Vierjährige spielte sie zu Hause auf dem Klavier. In der Grundschule begann sie mit dem Trompetenspiel. Als 16-Jährige beeindruckte sei am College mit eigenen Kompositionen. Klassik und Jazz haben sie sehr früh geprägt. Einer ihrer Lehrer war der 2012 verstorbene Komponist Martin Read.
Bis 2013 studierte sie am Londoner Trinity College of Music. Jurd leitet seit 2010 das Quartett Dinosaur, mit dem sie auch mehrfach in Deutschland gastierte; daneben spielt sie im Septett Human Spirit und im Chaos Orchestra; für diese Bands schreibt sie auch. Weiterhin komponierte sie für das BBC Concert Orchestra, das Ligeti Quartet um Mandhira de Saram und das Northern Sinfonia. Sie unterrichtet Komposition am Trinity Laban Conservatory for Music and Dance in London.

## Preise und Auszeichnungen
Jurd erhielt als „Instrumentalist des Jahres“ einen der Parliamentary Jazz Awards 2015; im selben Jahr wurde sie bei den British Jazz Awards als „Rising Star“ gewählt. Sie wurde mit dem Dankworth-Preis für Jazzkomposition der Worshipful Company of Musicers 2011 und dem Young Jazz Musician Award 2012 ausgezeichnet. 2012 war sie für einen BASCA Contemporary Jazz Composer Award nominiert. 2017 wurde ihr Album Together As One für den Mercury Prize nominiert.

## Diskographische Hinweise
- Landing Ground (2012, mit Ligeti Quartet, Ben Davis, Elliot Galvin, Conor Chaplin, Corrie Dick)
- Human Spirit (2015, mit Lauren Kinsella, Chris Batchelor, Colm O’Hara, Alex Roth, Mick Foster, Corrie Dick)
- Dinosaur: Together As One (2016, mit Elliot Galvin, Conor Chaplin, Corrie Dick)
- Stepping Back, Jumping In (2019, mit Ligeti Quartet, Raphael Clarkson bzw. Alex Paxton, Martin Lee Thomson, Elliot Galvin, Soosan Lolavar, Rob Luft, Anja Lauvdal, Conor Chaplin, Corrie Dick, Liz Exell)[4]
- The Big Friendly Album (2022)
- Laura Jurd & Paul Dunmall: Fanfares & Freedom (2025)